# Hercule Poirot and the Greenshore Folly
Hercule Poirot and the Greenshore Folly is een detective- en misdaadroman uit 1954 van de Britse schrijfster Agatha Christie. Ze schreef het verhaal om geld in te zamelen voor haar kerk in Churston Ferrers. De novelle The Greenshore Folly tot 2014 niet officieel gepubliceerd. Het vormde daarentegen wel de basis voor haar Zoek de moordenaar. Het boek werd uiteindelijk in 2014 uitgegeven door HarperCollens.